# Sevraj
Sevrajul este un sindrom de abstinență, manifestat printr-o puternică suferință fizică și psihică, specifică perioadei de încetare, de către persoana aflată în această stare, a consumului de substanțe care i-au indus starea de dependență.
Sevrajul reprezintă răspunsul organismului la absența drogului cu care este obișnuit. Natura simptomelor și intensitatea acestora depinde de drogul consumat, putându-se materializa prin tremurături, dureri musculare și articulare, simptome specifice gripei etc. 
Se cunosc mai multe tipuri de sevraj:
- Sevrajul alcoolic, denumit și sevraj etilic sau sevraj etanolic, se manifestă la persoane care suferă de alcoolism și încetează ori reduc consumul de alcool, după 10-15 ani de excese. În 3-6 ore de la oprirea consumului, apar tremurături ale mâinilor, limbii și ochilor, greață și vomă, slăbiciune, tahicardie, transpirație abundentă, tensiune crescută, stări de anxietate, irascibilitate sau deprimare, hipotensiune ortostatică.[3] Spre deosebire de sevrajul la droguri (heroină, cocaină), sevrajul la alcool pune viața în pericol. Fără tratament, 20% din pacienți evoluează spre deces.[4]
- Sevrajul tabagic, denumit și sevraj nicotinic, se instalează la întreruperea fumatului. Când încearcă să renunțe la fumat, dependentul trece prin diferite stări, fizice și psihice: accese de furie, iritabilitate, slabă capacitate de concentrare, depresie, frustrare, creșterea apetitului sau insomnie. În unele cazuri, sevrajul se poate manifesta și prin diaree sau constipație.[5] Simptomele fizice ale sevrajului nicotinic încep cu durerile de cap. Pentru că nicotina este vasoconstrictoare, lipsa acesteia produce dilatația vaselor de sânge de la nivelul sistemului nervos central. Această vasodilatație de la nivelul creierului provoacă dureri de cap care pot dura câteva zile. Aceeași dilatație a vaselor de sânge este cauza unor amețeli scurte, în jur de o secundă, care trec după câteva zile de la renunțarea la fumat dar care și pot speria persoana ce încearcă sa se lase de fumat.[6] Dependența psihică apare la fumătorii care nu au depășit niciodată un pachet de țigări pe zi. De la acest număr în sus și cu vechime mai mare de 10 ani se consideră că respectivul fumător este și dependent fizic.[7] Sevrajul nicotinic este calificat de medici drept o boală.[8]
- Sevrajul cofeinic, apare la oprirea bruscă a ingestiei de cofeină (din cafea) și se asociază cu cefalee (durere de cap), vertij (amețeală), slăbiciune marcată, incapacitate de concentrare, scăderea randamentului fizic și intelectual, efecte care sunt de scurtă durată (câteva zile) și de intensitate mică spre moderată.[9] Cofeina nu creează fenomene de sevraj atât de severe sau dăunătoare precum sevrajul la droguri sau alcool.[10]
- Sevrajul la tranchilizante. După 24 de ore fără drog, pot apărea simptome precum anxietatea si agitația. Sevrajul va dura între două și opt zile, cauzând pierderea apetitului, greață, vomă, crampe abdominale, creșterea frecvenței cardiace și transpirații excesive. Alte simptome severe ale sevrajului sunt delirul, convulsiile și uneori moartea.[11]
- Sevrajul la opiacee apare atunci când consumatorul dependent renunță la dozele lui obișnuite de stupefiante. Dacă dependența este puternică, sevrajul se poate manifesta în forme foarte violente. Senzațiile pe care consumatorii le experimentează atunci când sunt în sevraj, sunt exact opusul acelora pe care le simt când sunt sub efectul opiaceelor. În timpul sevrajului, la consumatorul de opiacee pot apărea anxietate, iritabilitate, lăcrimare abundentă, secreții nazale abundente, tremur muscular, senzația de "piele de găină".[12] Un caz special de sevraj la opioide este observat la nou-născuții pasiv dependenți din mame ce abuzează de droguri în timpul sarcinii. Anumite niveluri de dependență se dezvoltă la 50–90% din copiii din mame dependente de heroină.[13] Copiii născuți din mame care se droghează sunt și ei dependenți de drog și intră în sevraj la câteva ore după ce vin pe lume în lipsa administrării drogului, fapt care le poate pune în pericol viața.[14]

Sevrajul etanolic poate fi clasificat în 4 categorii, în funcție de severitatea simptomelor și momentul apariției lor: 
- 1. Sevrajul etanolic minor (tremur) care apare în 6–12 ore de la ultima băutură și care se manifestă prin tremor, anxietate, grețuri, vărsături și insomnie.
- 2. Sevrajul etanolic major (halucinații) care apare la 10–72 de ore de la ultima băutură și care se manifestă prin halucinații tactile, auditive și vizuale, tremor al întregului corp, vărsături, diaforeză și hipertensiune. Prezența halucinațiilor este un factor predictor de apariție a Delirium tremens.
- 3. Convulsiile care apar în 6–48 ore la pacienți care în mod normal nu au convulsii, prezinta EEG normal și care se caracterizează prin crize tonico-clonice generalizate cu perioadă postictus scurtă. Aproximativ 40% din pacienții cu sevraj etanolic au crize izolate, doar 3% din pacienți evoluează spre status epilepticus. Circa 33% din pacienții cu sevraj și convulsii evoluează spre Delirium tremens.
- 4. Delirium tremens (DT) este cea mai severă complicație a sevrajului etanolic și se manifestă în general la 48–96 de ore de la întreruperea consumului de alcool. Majoritatea semnelor clinice care apar în DT sunt similare celor din sevrajul necomplicat, dar diferă ca severitate: tremor, instabilitate vegetativă (hipertensiune arterială și tahicardie), agitație psihomotorie, stare confuzională, halucinații, febră.